# Ásványi László
Ásványi László (Szenc (Senec, Szlovákia), 1925. május 21. – Szenc, 2014. szeptember 16.) a felvidéki magyarság jeles alakja, politikus, közgazdász.
Kiskereskedői családban született.
Élete során mindig kiállt a felvidéki magyarságért, akár a nagypolitikában, akár szülőföldjén, Szencen. A rendszerváltás óta hosszú időn keresztül szerves része volt a felvidéki magyar politikának a Magyar Kereszténydemokrata Mozgalom (MKDM) színeiben. 
1990-től a Szlovák Nemzeti Tanács képviselője, majd 1994–1998 között a Szlovák Köztársaság Nemzeti Tanácsának megválasztott képviselője az MKDM színeiben. Emellett éveken keresztül volt városi képviselő Szencen és a szenci kulturális élet egyik mozgatója, a Szenci Molnár Albert Napok szervezője.
Az MKDM alapító tagja, pénzügyi szakértője, pénztárnoka. Mint az MKDM Országos Elnökségének tagja, a vagyoni restitúció, a privatizáció és a kárpótlási ügyek megbízottja és intézője volt. 1990-től 1998-ig az MKDM járási elnökségének tagja és Szenc városának önkormányzati képviselője.